# Estación de Conflans-Fin-d'Oise
La estación de Conflans-Fin-d'Oise es una estación ferroviaria francesa situada en la comuna de Conflans-Sainte-Honorine, en el departamento de Yvelines, al noroeste de París. Pertenece a la línea A de la Red Exprés Regional más conocida como RER donde se configura como parte del ramal A3 y a las líneas J y L del Transilien.

## Historia
Fue inaugurada en 1894 tras una petición de los habitantes de Fin-d'Oise tras la apertura de la vecina Conflans-Sainte-Honorine por parte de la Compañía de Ferrocarriles del Oeste. Inicialmente la estación se configuró como un simple apeadero. 
Desde la década de los 80 forma parte de la línea A del RER. 

## Descripción
La estación se encuentra a unos 25 kilómetros al noroeste de París. 
Tiene una disposición particular debido a la confluencia de tres líneas de cercanías diferentes. La línea A y la línea L circulan en paralelo en una orientación norte-sur, usando la línea Achères - Pontoise, de hecho comparten el mismo andén central.
La línea J, por su parte, está en altura en un eje este-oeste siguiendo la línea París - Mantes-Station vía Conflans-Sainte-Honorine. En este caso los andenes son dos, como las vías, y su colocación es lateral. 
El edificio de la estación, de aspecto moderno, es de ladrillos con una amplia zona acristalada.